# The Reckless Age
The Reckless Age é um filme mudo estadunidense de 1924, do gênero comédia dramática, dirigido por Harry A. Pollard, com roteiro de Rex Taylor baseado no romance Love Insurance, de Earl Derr Biggers
O romance de Biggers já fora adaptado em 1919 como Love Insurance, e teria nova adaptação em 1940, como One Night in the Tropics.